# Enneapterygius namarrgon
Enneapterygius namarrgon är en fiskart som beskrevs av Fricke, 1997. Enneapterygius namarrgon ingår i släktet Enneapterygius och familjen Tripterygiidae. IUCN kategoriserar arten globalt som starkt hotad. Inga underarter finns listade i Catalogue of Life.